# Keleti delfin
A keleti delfin (Sousa chinensis) az emlősök (Mammalia) osztályának párosujjú patások (Artiodactyla) rendjébe, ezen belül a delfinfélék (Delphinidae) családjába tartozó faj. Egyéb nevei: keleti púposdelfin és gadamu.
Nemének a típusfaja.

## Előfordulása
Elterjedése nem nagyon ismert és nem biztos, hogy folyamatos Afrika déli részétől egészen Ausztráliáig. A Fülöp-szigetek környékén még nem észlelték, bár valószínűleg ott is előfordul. Főleg a trópusi és szubtrópusi vizekben él. Ritkán látható a partoktól néhány kilométerrel távolabb, a mangrove-mocsaras, lagúnás partokat és folyótorkolatokat, valamint zátonyokat, homok- és iszappadokat kedveli. Néha felúszik a folyókba, bár árral szemben néhány kilométernél ritkán jut messzebbre, és többnyire az árapály területein belül marad. A 20 m-nél sekélyebb vizeket kedveli, és a nyíltabb partok mentén általában a hullámveréses övben található.

## Megjelenése
Testhossza 2–2,8 méter, tömege 150–200 kilogramm. A púposdelfinek rendszerezése még vita tárgya. Lehetséges, hogy legalább 5 fajuk van, de a szerzők többsége jelenleg csak kettőt fogad el: a keleti és a nyugat-afrikai púposdelfint. A keleti delfinnek azonban biztosan létezik 2 különálló populációja: az egyik az indonéziai Szumátrától nyugatra található, a másik a szigetektől keletre és délre. A nyugati állatoknak jellegzetes zsírpúpja van, míg a keletieknek púp helyett hátúszó van a hátán, ami középen helyezkedik el. Összetéveszthető a palackorrú delfinnel, de Szumátrától keletre jellemző lehet a szokatlan felszíni viselkedése, míg az azonosításhoz nyugaton elegendő a púpos hát is.

## Életmódja
Általában nehéz megközelíteni, merüléssel kerüli ki a csónakokat, és csak bizonyos távolságban bukkan elő a menetiránnyal ellentétes oldalon. Ritkán úszik az orrvizeken. Felszíni viselkedése jellegzetes: lapos, 30-45° -os szögben töri át a felszínt, arcorra tisztán látható, és néha a feje is, pár másodperccel később hátát meggörbíti és a farkúszója is láthatóvá válhat. Felszínre jöhet 40-60 másodpercenként, de percekig is tartózkodhat a víz alatt. Általában lassan úszik, de udvarláskor nagy sebességgel üdvözölhetik egymást körbe-körbe. Egyik oldalára fordulva mellúszóját a levegőben lengetheti. Néha kémlelődik. Gyakran ugrik, főként a fiatal állatok, és a bonyolult hátrabukfenc sem ritka. Táplálkozás közben a farkát csapkodhatja. Társulhat palackorrú delfinekkel, ritkábban rücskösfarkú disznódelfinnel és trópusi delfinnel is.  Átlagos csoportmérete 1-25 példányból áll, a kis csoportok összeállhatnak nagyobbakká. Tápláléka halakból áll.

## Szaporodása
Az újszülött mérete kb. 1 méter, tömege kb. 25 kilogramm.